# Juan Carlos Moreno Rodríguez
Juan Carlos Moreno Rodríguez   (Barcelona, 19 d'abril de 1975) és un futbolista català, ja retirat, i entrenador de futbol. Va jugar com extrem i migcampista, formant-se al futbol base del FC Barcelona i arribant a jugar amb el primer equip. Bona part de la seva carrera va estar vinculat al CD Numancia, però es va retirar al FC Cartagena. Després de dues temporades com a segon entrenador de Pablo Machín al CD Numància, va passar a ser l'entrenador del CD Numància B, al grup VIII de tercera divisió, a la temporada 2013/2014, convertint-se d'aquesta manera en el primer exjugador professional del CD Numància que es feia càrrec d'un dels equips de les categories inferiors del club. Des del 21 d'octubre de 2019 és l'entrenador del Girona FC a la segona divisió espanyola en substitució de Juan Carlos Unzué, de qui era ajudant, com interí, fins al fitxatge del nou entrenador, Pep Lluís Martí.